# Prémio Hugo
O Prémio Hugo é entregue anualmente para os melhores trabalhos e realizações de fantasia ou ficção científica do ano anterior. O prêmio é em homenagem a Hugo Gernsback, o fundador da pioneira revista de ficção científica Amazing Stories, e já foi oficialmente conhecido como Science Fiction Achievement Awards até 1992. Organizado e supervisionado pela World Science Fiction Society, os prêmios são entregues todo ano na anual World Science Fiction Convention como o foco central do evento. Eles foram concedidos pela primeira vez em 1953, na 11ª World Science Fiction Convention, e foram entregues todos os anos desde 1955. Durante os vários anos em que foram entregues, as categorias apresentadas mudaram; atualmente o Prêmio Hugo é entregue em mais de uma dúzia de categorias, e incluem trabalhos escritos e dramatizados.
Um dos mais prestigiados prêmios de ficção científica, o Prêmio Hugo já foi chamado de "uma das mais altas honrarias concedidas em fantasia ou ficção científica". Trabalhos que venceram o prêmio já foram publicados em coleções especiais, e o logotipo oficial da premiação é frequentemente colocado na capa de livros vencedores como ferramenta promocional. Os prêmios de 2013 foram entregues na 71ª convenção em San Antonio, Texas, no dia 1 de setembro de 2013.

## Prémio
A World Science Fiction Society (WSFS) entrega os Prêmios Hugo todos os anos para os melhores trabalhos e realizações de fantasia ou  ficção científica do ano anterior. O prêmio é em homenagem a Hugo Gernsback, que fundou a pioneira revista de ficção científica Amazing Stories e que é considerado um dos "pais" do gênero de ficção científica. Trabalhos são elegíveis para um prêmio se tiverem sido publicados em inglês no ano anterior. Não há regras escritas para qualificar um trabalho como fantasia ou ficção científica, e a decisão da elegibilidade é deixada para os votantes, ao invés de um comitê organizador. Os indicados e vencedores do Prêmio Hugo são escolhidos pelos membros apoiadores ou atendentes da World Science Fiction Convention, ou Worldcon, e a apresentação consiste o evento central. O processo de seleção é definido na constituição da WSFS como uma votação preferencial com cinco indicados por categoria, exceto nos casos de empate. Os prêmios são dividos em mais de uma dúzia de categorias, e incluem trabalhos escritos e dramatizados.
Os cinco trabalhos na cédula de votação para cada categoria são os mais indicados pelos membros naquele ano, com nenhum limite acerca do número de histórias que podem se candidatar. De 1953 até 1958, os prêmios não incluiam o reconhecimento dos indicados, porém desde 1959 todos eles foram registrados. Candidaturas iniciais são feitas pelos membros de janeiro a março, enquanto a votação na cédula dos cinco indicados ocorre de abril a julho, sujeito a mudança dependendo de quando a Worldcon do ano é realizada. Worldcons geralmente ocorrem no início de setembro, e são sediadas em uma cidade diferente ao redor do mundo todo ano.
A ideia de entregar prêmios nas Worldcons foi proposta por Harold Lynch na convenção de 1953. A ideia foi baseada nos Oscars. O prêmio em si foi criado por Jack McKnight e Ben Jason em 1953, baseado no desenho de ornamentos de capôs de carros da década de 1950. Consistia em um fino foguete em uma base de madeira. Cada prêmio subsequente, com a exceção do de 1958, foi similar ao original em desenho. O troféu de foguete foi formalmente redesenhado em 1984, e desde então apenas sua base mudou em cada ano.

## História
Os primeiros Prêmios Hugo foram entregues na 11ª Worldcon, na Filadélfia em 1953, para sete categorias. Os prêmios entregues naquele ano foram inicialmente concebidos como um evento único, apesar dos organizadores esperarem que eles também estivessem presentes em convenções subsequentes. Na época, Worldcons eram completamente administradas por seus respectivos comitês como eventos independentes e não havia superintendência entre os anos. Dessa forma, não havia obrigatoriedade para qualquer convenção futura repetir o prêmio, e nenhum conjunto de regras. A Worldcon de 1954 escolheu não entregá-los, porém eles foram reintegrados na Worldcon de 1955, e desde então se tornaram tradicionais. O prêmio foi chamado de Annual Science Fiction Achievement Award, com "Prêmio Hugo" começando como um nome não oficial, porém mais conhecido. O apelido foi aceito como um nome alternativo oficial em 1958, e desde a cerimônia de 1992 o apelido foi adotado como o nome oficial do prêmio.
Em 1959, apesar de ainda não existirem guias formais governando os prêmios, várias regras foram instaladas que desde então se tornaram tradicionais. Entre elas, ter uma cédula para trabalhos candidatos no início do ano e uma outra para a cédula final de votação; definir a elegibilidade para incluir trabalhos lançados no ano anterior; e permitir que os votantes selecionassem "sem prêmio" como uma opção. A mudança na elegibilidade criou um regra separada, proibindo a indicação de trabalhos que haviam sido candidatos aos prêmios de 1958, já que os dois períodos se sobrepunham. Em 1961, depois da formação da WSFS para superintender cada comitê de Worldcon, regras formais foram estabelecidas na constituição da WSFS determinando que a entrega do Hugo seria uma das responsabilidade de cada comitê organizador. As regras restringiam os votantes aos membros da convenção em que os prêmios seriam entregues, ainda permitindo que qualquer um candidatasse trabalhos; indicações foram restringidas aos membros da convenção ou da convenção anterior em 1963. As guias também especificaram as categorias que seriam entregues, que apenas poderiam ser alteradas pelo conselho da World Science Fiction Society. Essas categorias foram: Melhor Romance, Ficção Curta (histórias curtas, amplamente definido), Apresentação Dramática, Revista Profissional, Artista Profissional e Melhor Fanzine (revista de fãs).
Em 1964 as guias foram alteradas para permitir que convenções individuais criassem categorias adicionais, que foram restringidas a apenas duas por ano. Esses prêmios adicionais foram oficialmente designados como Prêmios Hugo, porém não era requerida sua repetição em convenções futuras. Isso foi mais tarde alterado para permitir apenas uma categoria adicional; apesar desses Prêmios Hugo extras terem sido entregues em várias categorias, apenas alguns duraram mais de um ano. Em 1967, as categorias para Noveleta, Fã Escritor e Artista foram adicionadas, e uma categoria para Melhor Novela foi criada no ano seguinte; essas novas categorias tiveram o efeito de fornecer uma qualificação por número de palavras para cada categoria, que anteriormente era deixado para os votantes. Noveletas haviam sido premiadas antes das codificações das regras. Os prêmios para fãs foram originalmente concebidos em separado do Hugo, com o prêmio de Melhor Fazine perdendo seu status, porém foram absorvidos nos Prêmios Hugo regulares pelo comitê da convenção. Apesar de tradicionalmente cinco trabalhos serem selecionados para indicação em cada categoria, em 1971 isso finalmente virou uma regra, exceto em empates.
Em 1973, A WSFS removeu a categoria de Melhor Revista Profissional, e um prêmio para Melhor Editor Profissional foi entregue no lugar como substituto, para poder reconhecer "a importância crescente das antologias originais". Após esse ano as guias foram alteradas novamente para remover as categorias obrigatórias e no lugar permitir que cada convenção escolhesse as categorias apresentadas, apesar de se esperar que elas fossem similares àquelas do ano anterior. Apesar da mundança, nenhum prêmio novo foi adicionado ou uma categoria antiga voltou a ser premiada até a listagem específica de categorias voltar em 1977. Em 1980, a categoria de Melhor Trabalho Relacionado foi adicionada, seguida pela categoria de Melhor Semiprozine (Revista Semi-Profissional) em 1984. Em 1990, o prêmio de Melhor Trabalho de Arte foi entregue como um Hugo extra, sendo listado novamente em 1991, apesar de não ter sido entregue, estabelecendo-se posteriormente como um Prêmio Hugo oficial. Ele foi então removido de seu status em 1996 e não foi mais entregue desde então. Em 2003, o prêmio de Apresentação Dramática foi dividido em duas categorias, Forma Longa e Forma Curta. Isso foi repetido com a categoria de Melhor Editor Profissional em 2007. A mudança mais recente no Prêmio Hugo ocorreu em 2009, quando a categoria de Melhor História em Quadrinhos foi adicionada.

### Retro Hugos
No meio da década de 1990, os Prêmios Hugo Retrospectivos, ou Retro Hugos, foram adicionados. Tais prêmios são entregues por Worldcons realizadas 50, 75 ou 100 anos após uma Worldcon onde nenhum Hugo foi originalmente entregue, que foram as convenções de 1939–41, 1946–52 e 1954, e são entregues a trabalhos que seriam elegíveis no determinado ano, pelo mesmo processo que os Hugos regulares. Retro Hugos foram entregues apenas três vezes: em 1996, 2001 e 2004 para trabalhos de 50 anos antes; as cinco Worldcons elegíveis em 1997–2000 e 2002 escolheram não entregá-los. A próxima oportunidade será em 2014 para o ano de 1939, começando o ciclo de 75 anos.

## Categorias
| Categorias atuais                                    | Ano iniciado | Descrição atual                                                                                   |
| ---------------------------------------------------- | ------------ | ------------------------------------------------------------------------------------------------- |
| Melhor Romance                                       | 1953         | Histórias com 40 000 palavras ou mais                                                             |
| Melhor Novela                                        | 1968         | Histórias entre 17 500 e 40 000 palavras                                                          |
| Melhor Noveleta                                      | 1955         | Histórias entre 7 500 e 17 500 palavras                                                           |
| Melhor Conto                                         | 1955         | Histórias com menos de 7 500 palavras                                                             |
| Melhor Trabalho Relacionado                          | 1980         | Trabalhos que são de não-ficção ou notáveis por razões além do texto ficcional                    |
| Melhor História em Quadrinhos                        | 2009         | Histórias contadas na forma de quadrinhos                                                         |
| Melhor Apresentação Dramática (Formas Longa e Curta) | 1958         | Produções dramatizadas, divididas entre trabalhos maiores ou menores do que 90 minutos de duração |
| Melhor Semiprozine                                   | 1984         | Revistas semi-profissionais                                                                       |
| Melhor Fazine                                        | 1955         | Revistas não profissionais                                                                        |
| Melhor Editor Profissional (Formas Longa e Curta)    | 1973         | Editores de trabalhos escritos, dividido entre editores de romances ou revistas e antologias      |
| Melhor Artista Profissional                          | 1953         | Artistas profissionais                                                                            |
| Melhor Fã Artista                                    | 1967         | Fãs artistas                                                                                      |
| Melhor Fã Escritor                                   | 1967         | Fãs escritores                                                                                    |

| Categorias antigas                                | Anos ativa      | Descrição                                                                         |
| ------------------------------------------------- | --------------- | --------------------------------------------------------------------------------- |
| Melhor Revista Profissional                       | 1953–1972       | Revista profissional                                                              |
| Melhor Artista de Capa                            | 1953            | Artistas de capas para livros e revistas                                          |
| Melhor Ilustrador Interior                        | 1953            | Artistas de trabalhos dentro de revistas                                          |
| Excelência em Artigos Factuais                    | 1953            | Autores de artigos factuais                                                       |
| Melhor Novo Autor ou Artista de Ficção Científica | 1953            | Novos autores ou artistas                                                         |
| Fã Personalidade #1                               | 1953            | Fã favorito                                                                       |
| Melhor Escritor                                   | 1956            | Escritores de revistas                                                            |
| Melhor Crítico Literário                          | 1956            | Escritores de resenhas de livros                                                  |
| Novo Autor Mais Promissor                         | 1956            | Novos autores                                                                     |
| Melhor Fã                                         | 1958            | Fã favorito                                                                       |
| Melhor Novo Autor                                 | 1959            | Novos autores                                                                     |
| Melhor Editora de Livros de Ficção Científica     | 1964–1969       | Editores de livros                                                                |
| Melhor Série                                      | 1966            | Série de trabalhos                                                                |
| Outras Formas                                     | 1988            | Trabalhos ficcionais impressos que não são romances, novelas, noveletas ou contos |
| Melhor Trabalho de Arte Original                  | 1990, 1992–1996 | Trabalhos de arte                                                                 |
| Melhor Website                                    | 2002, 2005      | Websites                                                                          |

Os únicos prêmios não mais entregues que foram descritos como permanentes pela constituição da WSFS são os de Melhor Revista Profissional e Melhor Trabalho de Arte Original. Os comitês da Worldcon também podem estregar prêmios especiais durante a cerimônia do Hugo, que não possuem votação. Diferentemente de categorias adicionais do Hugo que as Worldcons possam entregar, esses prêmios não são oficialmente Prêmios Hugo e não usam o mesmo troféu, apesar de isso já ter ocorrido. Um prêmio adicional, o Prêmio John W. Campbell de Melhor Novo Escritor, é entregue na cerimônia do Prêmio Hugo e é votado pelo mesmo processo, porém não é formalmente um Hugo.

## Reconhecimento
O Prêmio Hugo é altamente conceituado por observadores. O Los Angeles Times o denominou como "uma das mais altas honrarias concedidas em fantasia ou ficção científica", uma afirmação ecoada pela Wired, que disse que ele era "o principal prêmio no gênero de ficção científica". Justine Larbalestier, no livro The Battle of the Sexes in Science Fiction, se referiu ao prêmio como "o mais conhecido e mais prestigiado dos prêmios de ficção científica", e Jo Walton, escrevendo para o Tor.com, disse que ele era "sem dúvidas o principal prêmio da ficção científica". O The Guardian o reconheceu de forma similar como "uma ótima vitrine para ficção especulativa", além de "um dos mais veneráveis, democráticos e internacionais" prêmios de ficção científica "que existe". James Gunn, em The New Encyclopedia of Science Fiction, ecoou a afirmação do The Guardian sobre a natureza democrática do prêmio, dizendo que "por causa de seu amplo eleitorado" os Hugos eram os prêmios que mais representavam a "popularidade do leitor". Camille Bacon-Smith, em Science Fiction Culture, disse que menos de 1000 pessoas votam na cédula final; ela assegura, entretanto, que esta é uma amostra representativa do público leitor em geral, dado o número de romances premiados que permaneceram sendo impressos décadas após sua vitória ou que ficaram notáveis fora do gênero da ficção científica, como The Demolished Man e The Left Hand of Darkness. Jo Walton disse que os prêmios de 2011 viram o recorde de 2100 votantes.
Ben Aldiss e David Wingrove, em seu livro Trillion Year Spree: The History of Science Fiction, afirmaram que o Prêmio Hugo era um barômetro da popularidade do leitor, ao invés de mérito artístico; eles o contrastaram com o mais seletivo Prêmio Nebula, que proporcionava "maior julgamento literário", apesar deles terem notado que os vencedores de ambos os prêmios frequentemente eram os mesmos. Junto com o Prêmio Hugo, o Prêmio Nebula também é considerado como um dos principais prêmios em ficção científica, com Laura Miller da Salon.com escrevendo que ele era "o prêmio mais prestigiado da ficção científica".
O logotipo oficial do Prêmio Hugo é frequentemente colocado na capa de livros vencedores como uma ferramenta promocional. Gahan Wilson, em First World Fantasy Awards, afirmou que notificar na capa que um livro venceu o Prêmio Hugo "comprovadamente" aumenta as vendas do romance, apesar de Orson Scott Card ter dito em seu livro How to Write Science Fiction & Fantasy que o prêmio tem um maior impacto nas vendas internacionais do que em vendas nos Estados Unidos. Spider Robinson, em 1992, afirmou que editoras estavam muito interessadas em autores que haviam vencido o Prêmio Hugo, mais do que outros prêmios como o Nebula. O agente literário Richard Curtis, em Mastering the Business of Writing, disse que o logotipo do prêmio na capa, mesmo como indicado, era um "poderoso estímulo" para que fãs de ficção científica comprassem o romance, enquanto Jo Walton afirmou que o Hugo é o único prêmio de ficção científica "que realmente afeta as vendas de um livro".